# Breitsee
Der Breitsee ist ein kleines Flachmoor auf dem Gemeindegebiet von Möhlin, Kanton Aargau, Schweiz. Das rund 6 ha grosse Naturschutzgebiet ist ein Amphibienlaichgebiet von nationaler Bedeutung.

## Lage

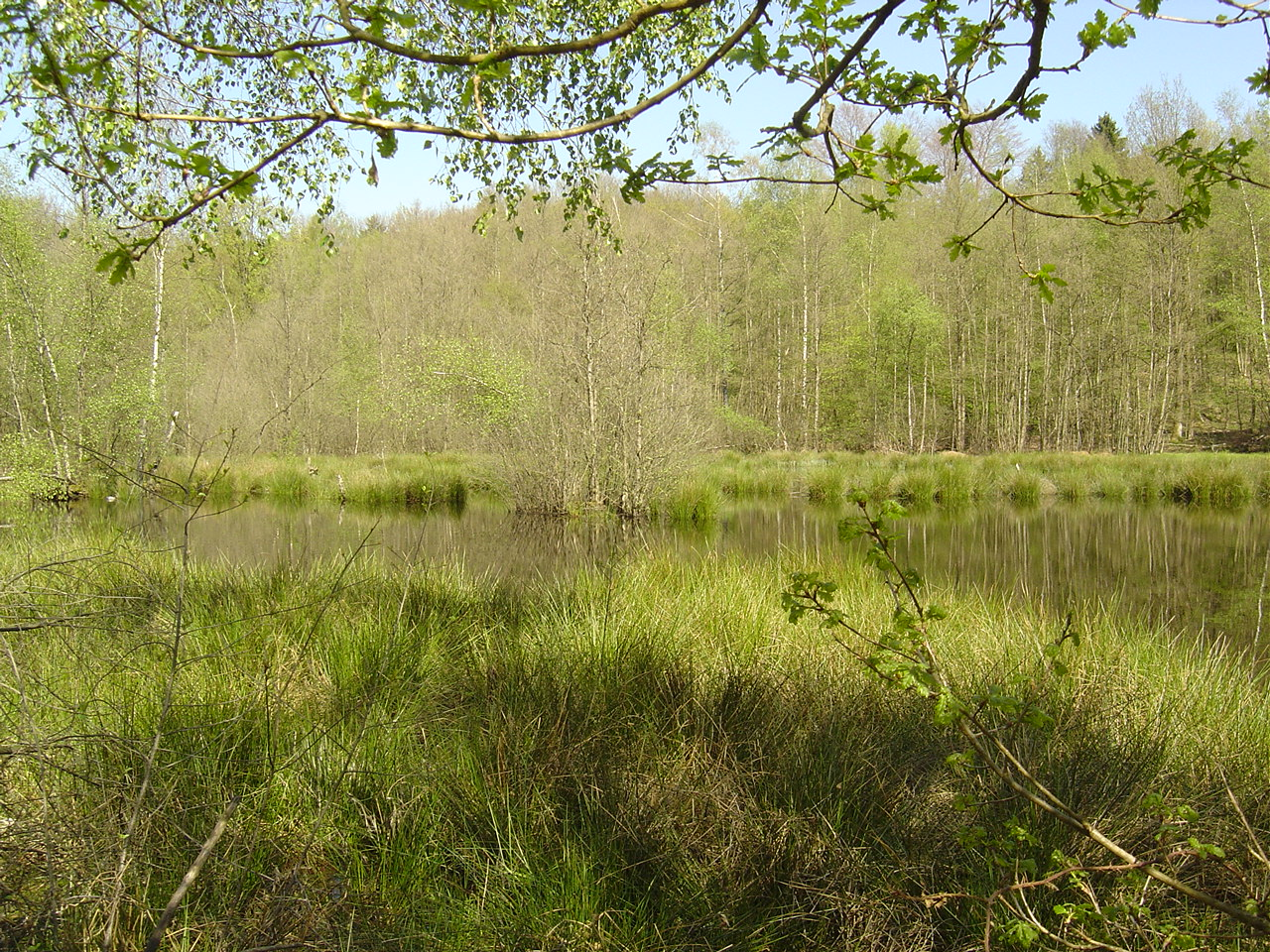
Breitsee

Der Breitsee befindet sich nordöstlich der Gemeinde Möhlin im Gebiet Oberforst, rund 1,2 km südlich der am Rhein gelegenen Wüstung Rappertshäusern. Das Moor liegt in einer Mulde auf rund 330 m ü. M. und ist von Wald umgeben. Das Naturschutzgebiet ist nur über kleine Waldwege und Pfade zu erreichen.

## Entstehung
Während der Riß-Kaltzeit vor rund 140'000 Jahren bildete das Möhliner Feld den nordwestlichsten Punkt der alpinen Vergletscherung. Über das Gebiet dehnte sich damals eine mächtige Gletscherzunge bzw. Endmoräne aus.
Mit der Klimaerwärmung und damit dem Ende der Eiszeit begannen die Gletscher zu schmelzen und zogen sich allmählich zurück. Am Rand der Endmoräne entstand eine Mulde, worin sich im Laufe von Jahrtausenden Verwitterungsstaub ablagern konnte. Dies führte zur Bildung einer meterdicken, wasserundurchlässigen Schicht.
In der Zeit von rund 3000–1000 v. Chr. setzte die Moorbildung ein. Da sich abgestorbene Pflanzen in einem vernässten Boden nur beschränkt abbauen, lagerten sich diese in Form von Torf ab.
Der Breitsee war ursprünglich ein sumpfiges Torfmoor. So wurden hier denn auch die ältesten Torffossilien des Kantons Aargau gefunden. Das sumpfige Gebiet besass weder einen natürlichen Zu- noch Abfluss, stand aber in Kontakt mit dem Grundwasser.
Mit der Entwässerung und der Anpflanzung von Birken und Rottannen begann 1827 die Zerstörung. Damals hatte die Torfschicht noch eine Mächtigkeit von 80 cm. Es ist dem zunehmenden Umweltbewusstsein der Menschen zu verdanken, dass der See gerade noch rechtzeitig vor einer völligen Verlandung gerettet werden konnte. So wurde der undichte Abfluss im Jahr 1968 wieder  mit Lehm abgedichtet. Obwohl der See jahrzehntelang unter der Entwässerung gelitten hatte, konnte dank dieser Massnahme der Lebensraum zahlreicher Tier- und Pflanzenarten erhalten werden.
Der Breitsee besitzt auch heute keinen natürlichen Zufluss und wird ausschliesslich durch Oberflächen- und Grundwasser gespeist. Durch die Vielzahl an Torfpartikeln, welche im Seewasser schweben, erscheint der Breitsee aus der Nähe trüb und aus der Luft nahezu schwarz.

## Flora und Fauna

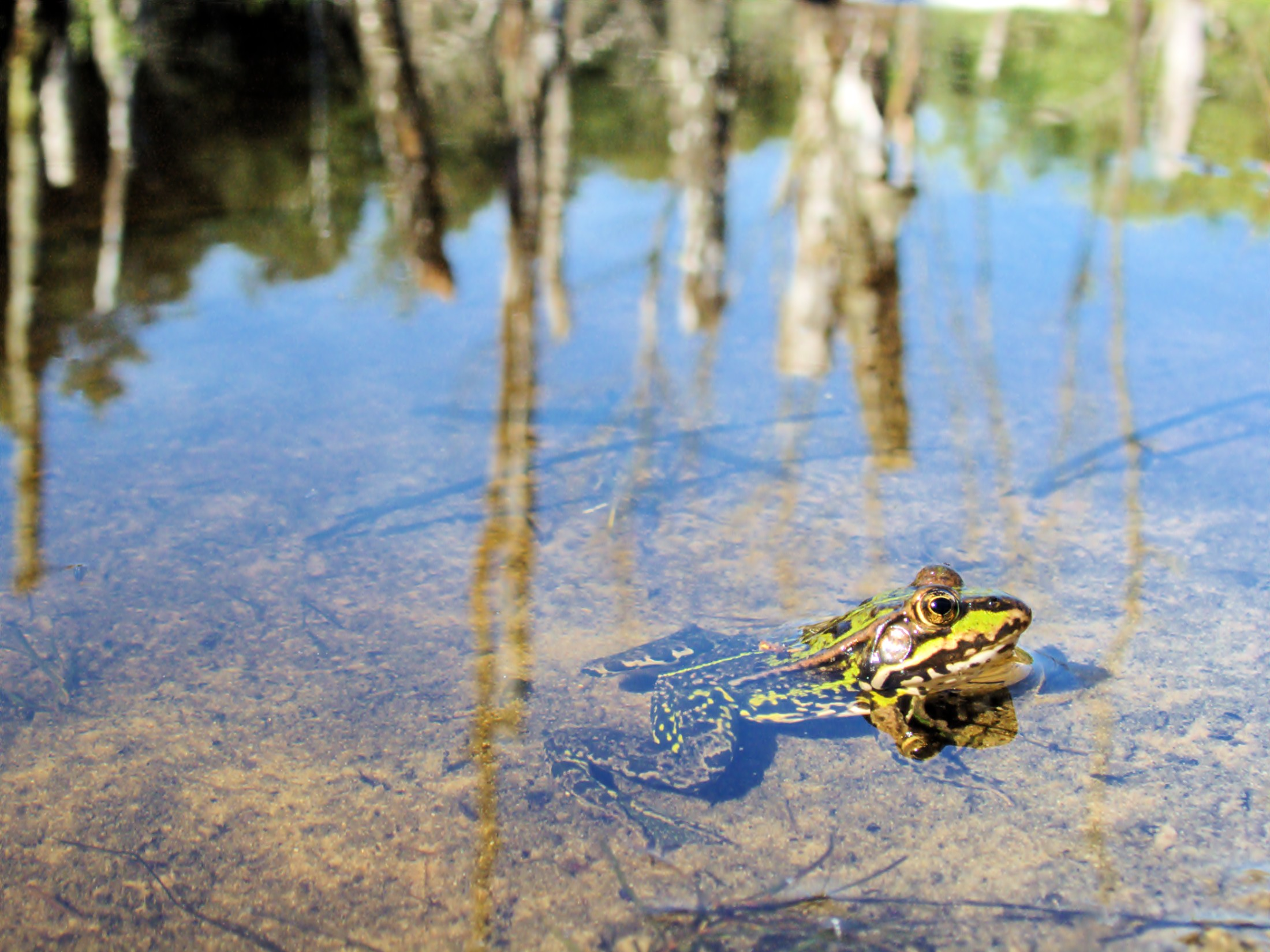
Teichfrosch

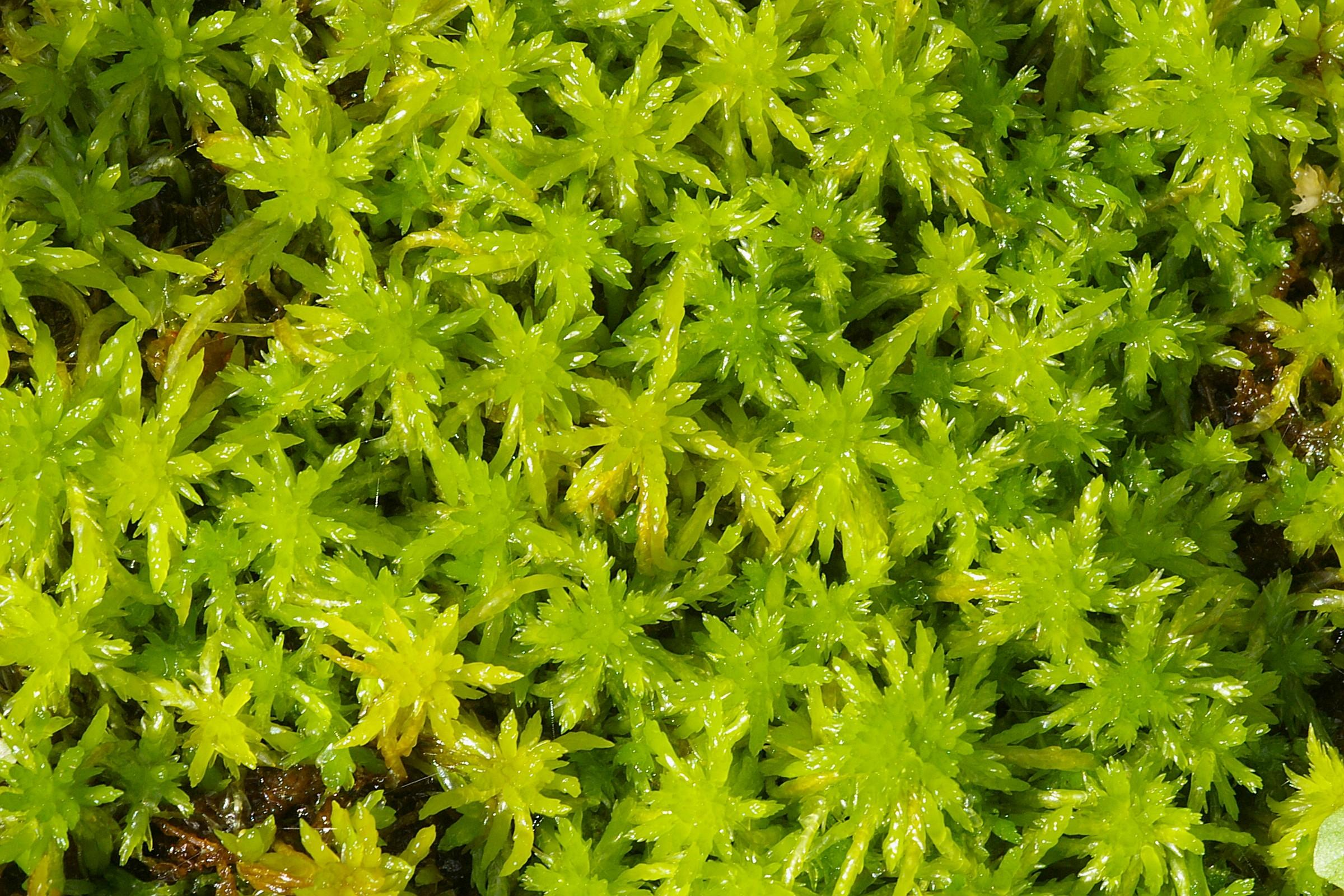
Trügerisches Torfmoos

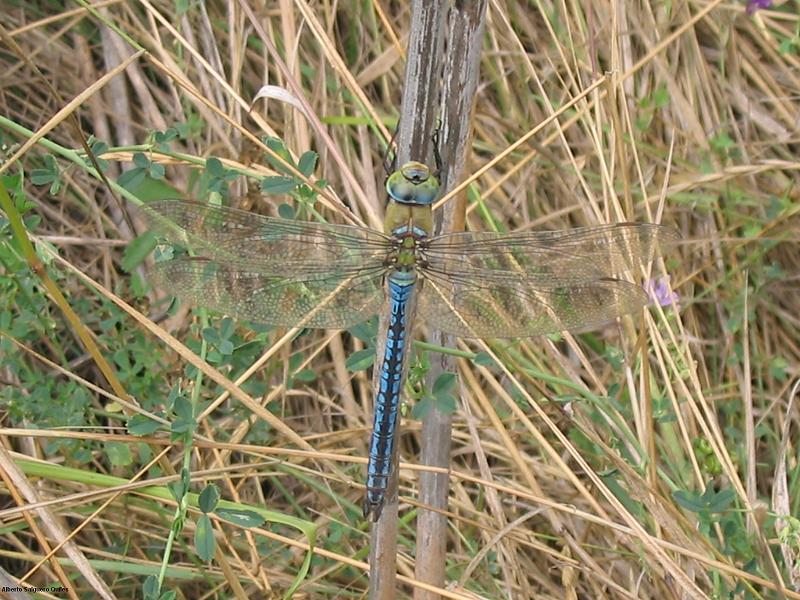
Grosse Königslibelle

Das Naturschutzgebiet Breitsee bietet den Lebensraum von rund 140 Pflanzenarten.
Die Bewohner des Flachmoors müssen sich unter kargen Bedingungen zurechtfinden. Der Boden ist fast ständig bis zur Oberfläche mit Wasser getränkt. Im Bereich der Wurzeln herrscht grosse Sauerstoffarmut; die Nährstoffe sind begrenzt. Nur spezialisierte Pflanzenarten können unter diesen Bedingungen gedeihen. Am Breitsee finden sich vor allem verschiedene Sauergrasgewächse, wovon die meisten zur Gattung der Seggen zählen.
Besonders wertvoll sind die letzten erhaltenen Bestände des seltenen, an Torfmoosen reichen Bruchwaldes mit Birken und Schwarzerlen.
Am Breitsee wachsen auch Arten von Orchideen, Primeln und Schwertlilien. Viele davon sind selten und geschützt.
Das Flachmoor bietet auch den Lebensraum zahlreicher Tierarten. Einige Insektenarten benötigen zur Ablage ihrer Eier ganz bestimmte Pflanzen, die sie nur im Ried (Moorgebiet) finden. Im Naturschutzgebiet Breitsee zahlreich vertreten sind Amphibien- und Libellenarten. Verschiedene Käfer- und Heuschreckenarten halten sich ausschliesslich auf dem stets feuchten Riedboden auf, und viele nektarsuchende Insekten sind auf das sommerliche Blütenangebot angewiesen.
Zu den Bewohnern des Naturschutzgebietes zählen auch viele Vögel, die den Breitsee als Brutort schätzen. Häufig zu beobachten sind Zwergtaucher, Teichhuhn und Reiherente, aber auch Baumfalke und Schwarzspecht sowie andere Singvögel. Im Frühling und Herbst wird der See jeweils auch von Zugvögeln besucht, denen er als Rastplatz dient.

## Weitere Naturschutzgebiete in der Nähe
- Ägelsee (Toteissee, 1,5 km südöstlich)
- Haumättli (Auengebiet am Rhein, 1,3 km nordöstlich)